# ایویتسا زوباتس
ایویتسا زوباتس (کرواتی: Ivica Zubac تلفظ کرواتی [iʋit͡sa zubat͡s]، i-vi-tsa ZU-buts؛ زادهٔ ۱۸ مارس ۱۹۹۷) یک بازیکن بسکتبال اهل کرواسی است. وی در مسابقات بین‌المللی در مجموع برندهٔ ۱ مدال نقره شده‌است.